# Nicole Loraux
Nicole Loraux (París, Francia, 1943 - Argenteuil, Francia, 2003), fue una helenista y antropóloga francesa; destacaron sus estudios sobre la Grecia antigua.

## Trayectoria
Nicole Loraux se doctoró con Investigaciones sobre la oración fúnebre dirigida por Pierre Vidal-Naquet, en el "Centro de investigaciones comparadas sobre las sociedades antiguas", que encabezaba Jean-Pierre Vernant. 
Fue directora de estudios en el departamento de Historia y Antropología de la polis griega, en la parisina "École des Hautes Études en Sciences Sociales". Además formó parte de la Escuela de París (de antropología), junto con tres grandes helenistas: Jean-Pierre Vernant, Pierre Vidal-Naquet y Marcel Detienne.
Su aportación más notable a la historiografía antigua han sido sus estudios sobre la ciudadanía y la democracia, esto es, sobre la invención griega de nuevos elementos de la política y sobre la importancia de la confrontación y de los conflictos en la manifestación del poder (La ciudad dividida). 
Además, los trabajos de Nicole Loraux —que se situaba entre los dominios de la historia, la antropología y la política—, han aclarado cuestiones acerca de la división sexual, del problema más general de los géneros y de la posición de la mujer en la sociedad ateniense, al analizar su papel en la oración fúnebre, ante la muerte o el duelo (en Madres en duelo o Maneras trágicas de matar a una mujer). 
En suma, ella analizó novedosamente la relación entre en sentir colectivo y las sensibilidades individuales; así sucede en su obra La invención de Atenas, que ha sido considerada como un texto pionero sobre la función cultural de la retórica en la democracia ateniense.
Colaboró en el tomo I de la célebre Historia de las mujeres, dirigida por Michelle Perrot y Georges Duby. Su libro póstumo, donde hace un balance además de la escuela parisina —La Guerra Civil en Atenas— ha sido traducida y extensamente prologada por su antigua discípula en París, Ana Iriarte.

## Obras
- Les enfants d'Athéna. Idées athéniennes sur la citoyenneté et la division des sexes (Paris, Maspero, 1981; reimpr. París, Le Seuil, 1990).
- L’Invention d’Athènes. Histoire de l’oraison funèbre dans la «cité classique» (París, EHESS, 1981; reed. aumentada en París, Payot, 1993). Tr.: La invención de Atenas (Buenos Aires, Katz, 2011).
- La Cité divisée. L’oubli dans la mémoire d’Athènes (París, Payot, 1997; reed. 2005). Tr.: La ciudad dividida (Buenos Aires, Katz, 2008)
- Façons tragiques de tuer une femme (París, Hachette, 1985). Tr. Maneras trágicas de matar a una mujer (Buenos Aires, Visor, 1989)
- Les Expériences de Tirésias (París, Gallimard, 1990). Tr. Las experiencias de Tiresias: lo masculino y lo femenino en el mundo griego (Buenos Aires, Biblos, 2003; Barcelona, Acantilado, 2004).
- Les mères en deuil (París, Le Seuil, 1990). Tr.: Madres en duelo (Madrid, Abada Editores, 2004).
- "Qu'est-ce qu'une déesse", en Michelle Perrot y Georges Duby, dirs., Histoire des femmes en Occident I (París, Plon, 1991). Tr.: "¿Qué es una diosa?", Historia de las mujeres (Madrid, Taurus, 1991)
- Né de la terre. Mythe et politique à Athènes (París, Le Seuil, 1996). Tr.: Nacido de la tierra: mito y política en Atenas (Buenos Aires, El cuenco del Plata, 2007).
- La Voix endeuillée. Essai sur la tragédie grecque (París, Gallimard, 1999)
- (dir.) con Carles Miralles, Figures de l'intellectuel en Grèce ancienne (PArís, Belin, 2000).
- (dir.), La Grèce au féminin (París,  Belles Lettres, 2003)
- La Tragédie d'Athènes. La politique entre l'ombre et l'utopie (París, Le Seuil, 2005). Tr.: La Guerra Civil en Atenas: la política entre la sombra y la utopía (Madrid, Akal, 2008).

## Enlaces
- Sobre la ciudad dividida
- (enlace roto disponible en Internet Archive; véase el historial, la primera versión y la última). De su biblioteca

- Datos: Q449223